# Biały Grunt
Biały Grunt (niem. Bialygrund, w latach 1934–1945 Weißengrund) – wieś w Polsce położona w województwie warmińsko-mazurskim, w powiecie szczycieńskim, w gminie Świętajno.
Wieś założona w 1788 roku na tak zwanych nowiznach Lasów Korpelskich. W 1938 r. w ramach akcji germanizacyjnej zmieniono urzędową nazwę wsi na Weißengrund. Wieś ta sąsiaduje ze wsiami Jeromin i Konrady. W miejscowości znajduje się cmentarz ewangelicki.
W latach 1975–1998 miejscowość administracyjnie należała do województwa olsztyńskiego.

## Literatura
- Iwona Liżewska, Wiktor Knercer: Przewodnik po historii i zabytkach Ziemi Szczycieńskiej. Olsztyn: Agencja Wydawnicza "Remix" s.c., 1998, s. 171. ISBN 83-87031-13-5.